# Irfan Bachdim
Irfan Bachdim (* 11. August 1988 in Amsterdam) ist ein indonesisch-niederländischer Fußballspieler.

## Karriere

### Verein
Bachdim spielte in der Jugend von Ajax Amsterdam und SV Argon, ehe er 2003 in die Nachwuchsabteilung des FC Utrecht stieß. 2008 gehörte er erstmals zum Profikader des Vereins. Am 17. Februar 2008 stand er gegen den VVV-Venlo überraschenderweise in der Startformation des FCU und spielte die 90 Minuten durch.
2009 wurde Bachdim von Utrecht entlassen und wechselte für vier Monate zum HFC Haarlem. Zum Jahresbeginn 2010 verpflichtet ihn der SV Argon für sieben Monate, bis Bachdim entschied, seine Karriere in Asien fortzuführen. Dort spielte er bis Jahresende 2012 bei Persema Malang in Indonesien und war anschließend ein Jahr beim Chonburi FC in Thailand unter Vertrag, die ihn die zweite Jahreshälfte 2013 zu Sriracha FC ausliehen. Die folgenden drei Jahre spielte Bachdim in Japan bei Ventforet Kofu in der J2-League und bei Consadole Sapporo in der J1-League.
Von 2017 bis 2020 folgte Bachdims bisher erfolgreichster Karriereabschnitt bei Bali United mit 13 Toren in 66 absolvierten Spielen. 2020 entließ Bali ihn zu PSS Sleman, wo er eineinhalb Jahre unter Vertrag war.
Seit November 2021 spielt Bachdim bei Persis Solo in der indonesischen zweiten Liga.

### Nationalmannschaft
Als die indonesische U-23-Auswahl 2006 in den Niederlanden ihr Trainingslager aufschlug, stieß Bachdim zu deren Kader. Vor den anschließenden Asienspielen 2006 verletzte sich der Mittelfeldspieler allerdings und verpasste somit eine Nominierung.
2019 hatte Bachdim seinen letzten Einsatz für die indonesische Nationalmannschaft während der Gruppenphase der Qualifikation zur Weltmeisterschaft 2022 in Katar.

## Erfolge
Consadole Sapporo
- J2-League Meister: 2015/16

Bali United
- Indonesischer Meister: 2018/19

Persis Solo
- Indonesischer Zweitligameister: 2020/21

## Wissenswertes
- Bachdims Vater ist indonesischer Abstammung, seine Mutter eine Niederländerin.